# یواس‌اس لیتل (دی‌دی-۷۹)
یواس‌اس لیتل (دی‌دی-۷۹) (به انگلیسی: USS Little (DD-79)) یک کشتی بود که طول آن ۹۵٫۸۳ متر (۳۱۴٫۴ فوت) بود. این کشتی در سال ۱۹۱۷ ساخته شد.